# 火星地质史
通过观察、间接和直接测量以及各种推断技术证实，火星地质史遵循了火星的物理演化。由17世纪尼古拉斯·斯坦诺开发的用于估算地球和月球地质史的叠覆律和地层学等技术，正被积极应用于从若干火星观测和测量资源获得的数据，这些资源包括着陆器、轨道平台、地面观测和火星陨石等。
对许多太阳系天体表面的观测揭示了有关它们演化的重要线索，例如，一道漫溢并填满一座巨大撞击坑的熔岩流，很可能就比该陨石坑年轻。另一方面，同一熔岩流表面的小陨坑可能比熔岩流和大陨石坑都更年轻，因为可以推测它们是后期未观察到的地质事件产物。这一原理被称为叠覆律，与地层学其他原理一起，由尼古拉斯·斯坦诺在17世纪首次提出，使得19世纪的地质学家能够将地球历史划分为所熟悉的古生代、中生代和新生代。同样的方法后来也适用于月球，然后再应用于火星。    

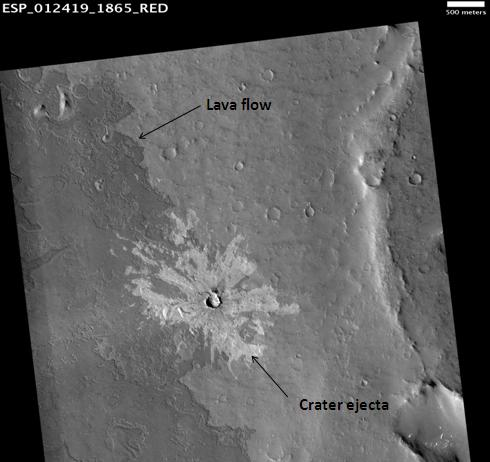
显示了斯坦诺叠覆律的高分辨率成像科学设备图像。深色的熔岩流覆盖了右侧的浅色地形。中间陨石坑的喷射物覆盖了两个单元，表明该陨石坑比这两个单元都年轻。

在撞击坑保存完好的行星上使用的另一地层学原理为陨坑数密度，陨坑数量高于给定单位表面积(一般为百万公里2)标准提供了该表面区的相对年龄。严重坑洼的表面更古老，陨坑稀疏的表面相对更年轻。古老的表面分布有许多大型陨石坑，而年轻的表面大多只有小陨坑或根本没有，这些地层学概念构成了火星地质年代的基础。

## 地层学中的相对年龄
地层学通过指示性成分（固体、液体和滞留气体）的差异来确定岩石和沉积物层的相对年龄， 
通常会结合假定的沉积速率（在任何一组观察到的沉积层中所生成的一系列潜在年龄估值范围）。

## 绝对年龄
根据普通纪年历校准地质龄的主要技术是辐射定年，不同放射性物质的组合可改善基于任何一种单一同位素年龄估测的不确定性。
应用地层学原理通常只能确定岩石单元彼此间的相对年龄。例如，知道构成白垩纪系的中生代岩层位于侏罗纪系岩层之上（因此比它年轻），并不能说明白垩纪或侏罗纪年代距今有多远。而其他方法，如辐射定年则是测定地质年代绝对年龄所必需。一般来说，这只用于测定地球上的岩石，根据对取回地球样本所做的分析，月球上采集的岩石单元绝对年龄也被了解。
测定火星上岩层单元的绝对年龄则要困难得多，多年来，已进行过无数次尝试，通过比较火星和月球上撞击坑的估计形成率，来确定一个绝对的火星年表（时间线）。如果精确掌握地质年代期间按陨坑大小每单位面积上火星撞击坑的形成速率（产生率或通量），那么撞击坑密度也能提供一种测定绝对年龄的方法。但遗憾的是，陨石坑计数的实际困难和通量估算的不准确性使这些方法得出的年龄具有极大的不确定性。 火星陨石提供了与迄今为止所计算年龄一致的数据样本，但陨石在火星上的位置（来源）并不清楚，这限制了它们作为年代地层学工具的价值。因此，对由陨石坑密度确定的绝对年龄应摒持谨慎态度。

## 陨坑密度年表
对火星表面撞击陨石坑密度的研究勾勒出了火星地质史上的四大地质时期，这些时期都是以火星上具有大规模表面特征的区域所命名，如可追溯到这些时期形成的大型陨石坑或分布广泛的熔岩流。在此给出的绝对年龄仅为近似值。从最古老到最年轻的时间段为：
- 前诺亚纪代表大约从45亿年前行星盘吸积和分化到41到38亿年间希腊撞击盆地形成的这一段时期[11]。由于随后的侵蚀和高撞击率，该时段的大部分地质记录都已被抹去。地壳分界线以及阿耳古瑞和伊希斯盆地被认为形成于这段时间。
- 诺亚纪（以诺亚高地命名）：形成于41亿至37亿年前的火星现存最古老的表面，许多大型撞击坑在诺亚纪时代表面留下了疤痕。塔尔西斯隆起被认为形成于诺亚纪时期，伴随有液态水河谷网道产生出的大范围侵蚀，可能存在大型湖泊或海洋。
- 赫斯珀里亚纪 (以赫斯珀利亚高原命名)：大约37到30亿年前，以广袤的熔岩平原地貌为标志。奥林帕斯火山的形成可能开始于这一时期[12]；灾难性的洪水泛滥在克律塞平原和其他地方造成了巨大的溢出河道，短暂的湖泊或海洋可能遍布于整个北部低地。
- 亚马逊纪（以亚马逊平原命名）：30亿年前至今，亚马逊地区几乎没有陨石撞击坑，但在其他方面差异很大。在此期间，熔岩流、冰川/冰缘活动以及少量液态水的释放仍在继续[13]。

赫斯珀里亚纪/亚马逊纪的分界日期尤其不确定，可能在30到15亿年前之间，基本上，赫斯珀里亚纪被认为是后期重轰炸期结束到今天所看到的寒冷干燥火星之间的过渡期。

## 矿物蚀变年表
2006年，研究人员利用火星快车轨道飞行器上的“欧米茄”(OMEGA)可见光和红外矿物学测绘光谱仪数据，按火星上因过去不同化学风化类型而发生的主要矿物变化种类，提出了另一种火星年表。他们建议将火星的历史分为三个时代：菲洛奇安时代（硅期）、泰伊基安时代（硫期）和塞德里坎时代（铁期） 。
- 菲洛奇安时代（以该时代特征的“页硅酸盐”或“粘土矿物”命名）从行星形成一直持续到约40亿年前的诺亚纪早期。欧米茄光谱仪在火星上的许多位置发现了页硅酸盐露头，所有岩石都是诺亚纪或前诺亚纪岩石（最突出的是尼利槽沟和马沃斯谷裸露的岩石），页硅酸盐需要富水的碱性环境才能形成。页硅酸盐时代与火星上形成河谷网道的年代相关，表明早期气候有利于大规模地表水的存在。人们认为，这一时代的沉积物是寻找过去火星生命证据的最佳候选者。

- 泰伊基安时代，因其形成的硫酸盐矿物，而以希腊语的“硫矿物”命名，持续到大约35亿年前。这是一个大范围火山活动的时代，它释放了大量的二氧化硫（SO2）与水结合，形成了富含硫酸的环境，产生出水合硫酸盐（尤其是硅藻土和石膏）矿物。

- 塞德里坎时代（以希腊语中的“铁”命名，表示形成的氧化铁）从35亿年前持续到现在。随着火山活动和可用水的减少，最明显的表面风化过程是富铁岩石被大气过氧化物缓慢氧化，产生出红色氧化铁，使火星呈现出所熟悉的颜色。

## 参引文献
1. ↑  See Mutch, T.A. (1970). Geology of the Moon: A Stratigraphic View; Princeton University Press: Princeton, NJ, 324 pp. and Wilhelms, D.E. (1987). The Geologic History of the Moon, USGS Professional Paper 1348; http://ser.sese.asu.edu/GHM/ （页面存档备份，存于） for reviews of this topic.
2. ↑  Scott, D. H.; Carr, M.H. (1978) Geologic Map of Mars, Misc. Invest. Set. Map 1-1083; USGS: Reston, Va.
3. ↑  Neukum, G.; Wise, D.U. . Science. 1976, 194 (4272): 1381–1387. Bibcode:1976Sci...194.1381N. PMID 17819264. doi:10.1126/science.194.4272.1381.
4. ↑  Neukum, G.; Hiller, K. . J. Geophys. Res. 1981, 86 (B4): 3097–3121. Bibcode:1981JGR....86.3097N. doi:10.1029/JB086iB04p03097.
5. ↑  Hartmann, W. K.; Neukum, G. . Kallenbach, R.;  et al  (编). . Space Science Reviews 12. 2001: 105–164. ISBN 0792370511.
6. ↑  Hartmann, W.K. . Icarus. 2007, 189 (1): 274–278. Bibcode:2007Icar..189..274H. doi:10.1016/j.icarus.2007.02.011.
7. ↑  Hartmann 2003，第35頁
8. ↑  Carr 2006，第40頁
9. ↑  Tanaka, K.L. (1986). The Stratigraphy of Mars. J. Geophys. Res., Seventeenth Lunar and Planetary Science Conference Part 1, 91(B13), E139–E158.
10. ↑  Caplinger, Mike. .   [2007-03-02]. （原始内容存档于February 19, 2007）.
11. ↑  Carr, M.H.; Head, J.W.  (PDF). Earth Planet. Sci. Lett. 2010, 294 (3–4): 185–203  [2021-09-13]. Bibcode:2010E&PSL.294..185C. doi:10.1016/j.epsl.2009.06.042. （原始内容存档 (PDF)于2021-04-18）.
12. ↑  Fuller, Elizabeth R.; Head, James W.  (PDF). Journal of Geophysical Research. 2002, 107 (E10): 5081  [2021-09-13]. Bibcode:2002JGRE..107.5081F. doi:10.1029/2002JE001842 . （原始内容存档 (PDF)于2021-04-13）.
13. ↑  Salese, F., G. Di Achille, A. Neesemann, G. G. Ori, and E. Hauber (2016), Hydrological and sedimentary analyses of well-preserved paleofluvial-paleolacustrine systems at Moa Valles, Mars, J. Geophys. Res. Planets, 121, 194–232, doi:10.1002/2015JE004891
14. ↑  Hartmann 2003，第34頁
15. ↑  Williams, Chris. .   [2007-03-02]. （原始内容存档于2019-11-30）.
16. ↑  Bibring, Jean-Pierre; Langevin, Y; Mustard, JF; Poulet, F; Arvidson, R; Gendrin, A; Gondet, B; Mangold, N;  et al. . Science. 2006, 312 (5772): 400–404. Bibcode:2006Sci...312..400B. PMID 16627738. doi:10.1126/science.1122659 .